# محمد المكي الكتاني
محمد المكِّي الكتَّاني (1894 - 1973م) عالم دين مغربي الأصل سوري الجنسية والإقامة، من الوجهاء، وُلد بفاس وتوفي بدمشق. وهو رئيسُ رابطة العلماء بدمشق خلَفًا لرئيسها الشيخ أبي الخير المَيداني. 

## اسمه ونسبه
هو الشّيخ محمّد المكّي بن محمّد بن جعفر بن إدريس الكتّاني الإدريسي الحسني حيث ينتهي نسبه إلى سيّدنا الحسن بن علي. والده هو الشيخ محمد بن جعفر الكتاني.

## من أعماله
- علّم ودرّس وأقرأ شتّى العلوم والفنون وبخاصّة الحديث الشّريف رواية، ودراية والتّصوف والفقه المالكي، في كثير من مساجد دمشق وفي داره.
- تولّى منصب إفتاء المذهب المالكي في سوريّة.

نشط في تأسيس الجمعيّات:
- أسّس (جمعيّة تحرير المغرب العربي) لدعم المجاهدين المغاربة والجزائريين، ومساعدة الطّلبة.
- ساهم بإنشاء (رابطة العلماء) بدمشق، وكان فيها نائباً للرّئيس الشّيخ أبي الخير الميداني، ثمّ أصبح رئيسها بعد وفاته سنة 1380هـ.
- ساهم بإنشاء (رابطة العالم الإسلامي) بمكة المكرّمة، وكان عضواً فيها ممثلاً لعلماء سورية منذ إنشائها إلى وفاته.
- اشترك بتأسيس (رابطة العلماء) بالمغرب.
- أسهم في كثير من الجمعيات منها (جمعية الهداية الإسلامية) و (الجمعية الغرّاء) و (جمعيّة أنصار المغرب العربي وتحريره) وغيرها.
- مثّل سوريّة والمغرب في مؤتمرات وندوات عربيّة وإسلاميّة عديدة هامّة، وكانت له في قضايا الحقّ جولات، وقام برحلات دعويّة وتعليميّة.

## وفاته
توفّي بدمشق بعد مغرب يوم الاثنين 16ذي القعدة 1393هـ الموافق 10 كانون الأول سنة 1973م، بعد عمليّة جراحيّة في مستشفى دار الشّفاء، وصُلي عليه في المسجد الأموي في اليوم التّالي، حيث شيّعته الجماهير المؤمنة بما يقارب نصف مليون مشيِّع، ودُفن في مقبرة أسرته بالباب الصغير مع غروب الشمس.